# Cunico
|  | Si cerqueu altres usos, vegeu Cunico (Itàlia). |

El cunico és un aliatge de coure (Cu), níquel (Ni) i cobalt (Co) amb proporcions 50%, 21% i 29% respectivament. És un aliatge dúctil abans del tractament final, però no es pot mecanitzar fàcilment després d'aquest. Poden fabricar-se amb ell imants en forma de varetes, bandes i fils, fins i tot pot modelar-se. Les propietats magnètiques són independents de la direcció de treball en fred o del tractament tèrmic.